# 除染等業務従事者
除染等業務従事者（じょせんとうぎょうむじゅうじしゃ）は、労働安全衛生法に基づき、除染等の業務特別教育を修了した者。

## 概要
- 2012年（平成24年）1月1日の労働安全衛生規則（昭和47年労働省令第32号）改正施行に伴い制度発足。この資格を持っていないと、東北地方太平洋沖地震に伴う原子力発電所の事故により、当該原子力発電所から放出された放射性物質廃棄物の「土壌等の除染等」「除去土壌の収集等」「汚染廃棄物の収集等」の各業務に従事できない。

## 受講資格
- 満18歳以上。

## 特別教育

### 講習科目
机上教育
1. 電離放射線の生体に与える影響及び被ばく線量の管理の方法（共通、1時間）
2. 除染等作業の方法（業務別、1時間）
3. 除染等作業に使用する機械等の構造及び取扱いの方法（業務別、1時間）
4. 関係法令（共通、1時間）

実技教育
1. 除染等作業の方法（業務別、1.5時間）